# Ernst von Sallwürk
Ernst von Sallwürk, född den 7 maj 1839 i Sigmaringen, död den 10 juli 1926 i Karlsruhe, var en tysk pedagog.
Sallwürk började sin bana som gymnasielärare i Hedingen, Koblenz, Hohenzollern, Baden och Pforzheim. Han blev ledamot av den högsta skolstyrelsen i Baden 1877, docent i pedagogik vid tekniska högskolan i Karlsruhe 1894. Sallwürk var 1907-14 direktor i badensiska överskolrådet. Han var särskilt verksam för reformerande av flickskolorna, lärarinnebildningen och realskoleväsendet.
Som pedagogisk teoretiker utgick han från Herbarts åsikter, men opponerat sig mot Tuiskon Ziller och över huvud mot den herbartska formalismen. Han kritiserade Zillers "skolvetenskap" och sökte logiska grundvalar för didaktiken. Undervisningen borde enligt Sallwürk leda till verkliga begrepp och införa i den verkliga vetenskapen.
Bland hans många skrifter märks Herbart und seine Jünger (1880), Handel und Wandel der pädagogischen Schule Herbarts (1885), Gesinnungsunterricht und Kulturgeschichte (1887), Das Staatsseminar für Pädagogik (1890), Volksbildung und Lehrerbildung (1891) och Die didaktischen Normalformen (1901; 3:e upplagan 1906).